# آرغرية عصبية
الآرغرية العصبية أو نبات الفيل الزاحف (الاسم العلمي: Argyreia nervosa) هي نبات مُتسلق معمر، ويستوطن شبه القارة الهندية، وقد تمت زراعته في عدة أماكن على أنحاء العالم. بما فيها هاواي، أفريقيا، منطقة البحر الكاريبي، والشرق الأوسط. ويمكن أن يكون مجتاح، وهو مفضل لدى الكثيرين بسبب شكله الجمالي. وتحوي بذوره على إرغولينات شبه قلوية مختلفة.

## الوصف
للنبات أوراق قلبية كبيرة، وأزهارها ذات لون أبيض من الخارج وأرجواني زهري من داخل البتلات، وهي ذات شكل بوقي وتحوي على شعر. وللنبات استخدامات طبية. يكون في بطيء النمو في البداية مشكلاً شجرة كثيفة النمو، ثم يصبح متسلقاً بإمكانه الوصول لأربعة طوابق. تكاثره يكون بالبذور.